# Spettrometria di massa a sputtering di neutri
La spettrometria di massa a sputtering di neutri, sigla SNMS dall'inglese sputtered neutral mass spectrometry, è una tecnica di spettrometria di massa basata sull'analisi di molecole e gruppi di molecole neutre ricavate tramite sputtering e ionizzate successivamente.
Lo schema di funzionamento è come quello della SIMS solo che atomizzazione e ionizzazione avvengono in due fasi separate invece che in unico passaggio.
La ionizzazione può avvenire con l'impiego di laser con ionizzazione tramite risonanza (RIMS) o con tecniche non risonante (NRIMS) o con altre tecniche.
Con questa tecnica si evitano i problemi legati alla variabile resa di ionizzazione (legata alla matrice), ma si abbassa il limite di rivelabilità.